# Bublava
Bublava é uma comuna checa localizada na região de Karlovy Vary, distrito de Sokolov‎.

## Geografia
Bublava está localizada a cerca de 24 quilômetros ao norte de Sokolov e 29 km a noroeste de Karlovy Vary. Fica na fronteira com a Alemanha, adjacente à cidade alemã de Klingenthal. Está situada às margens do rio Svatava, na parte ocidental das Montanhas Ore. O córrego Bublavský flui pelo município. O ponto mais alto é a montanha Kamenáč, a 936 metros acima do nível do mar. Uma característica dominante também é a montanha Olověný vrch, a 802 metros.

## História
A primeira menção escrita de Bublava é de 1601.

## Esporte
Há mais de 100 anos, Bublava é conhecida como um resort de esportes de inverno.

## Pontos turísticos
O marco de Bublava é a Igreja da Assunção da Virgem Maria. Ela foi consagrada em 1883.

Na Olověný vrch, há a torre de observação Bleiberg. Ela foi construída em 1933. O edifício histórico foi fechado em 2017 e seu reparo está planejado.